# District de Kufstein
Le district de Kufstein est une subdivision territoriale de l'État du Tyrol en Autriche.

## Géographie

### Lieux voisins
| arrondissement de Miesbach (Bavière) | arrondissement de Rosenheim (Bavière) |                       |
| district de Schwaz                   |                                       |                       |
|                                      |                                       | district de Kitzbühel |

## Communes
Le district comporte 30 communes :
- Alpbach
- Angath
- Angerberg
- Bad Häring
- Brandenberg
- Breitenbach am Inn
- Brixlegg
- Ebbs
- Ellmau
- Erl
- Kirchbichl
- Kramsach
- Kufstein
- Kundl
- Langkampfen
- Mariastein
- Münster
- Niederndorf
- Niederndorferberg
- Radfeld
- Rattenberg
- Reith im Alpbachtal
- Rettenschöss
- Scheffau am Wilden Kaiser
- Schwoich
- Söll
- Thiersee
- Walchsee
- Wildschönau
- Wörgl